# Arachnopusia discors
Arachnopusia discors är en mossdjursart som beskrevs av Hayward och Thorpe 1988. Arachnopusia discors ingår i släktet Arachnopusia och familjen Arachnopusiidae. Inga underarter finns listade i Catalogue of Life.